# Herzogobryum filiforme
Herzogobryum filiforme är en bladmossart som beskrevs av Rudolf Mathias Schuster. Herzogobryum filiforme ingår i släktet Herzogobryum och familjen Gymnomitriaceae. Inga underarter finns listade i Catalogue of Life.